# Župnija Sveti Bolfenk v Slovenskih goricah
Župnija Sveti Bolfenk v Slovenskih goricah je rimskokatoliška teritorialna župnija, dekanije Lenart v Slovenskih goricah, Ptujsko-Slovenjegoriškega naddekanata, ki je del nadškofije Maribor.

## Sakralni objekti
- Cerkev svetega Bolfenka, Trnovska vas (župnijska cerkev)
- Kapela Svetega Križa, Biš
- Kapela svetega Štefana, Trnovska vas